# التطعيم ضد فيروس كورونا في أستراليا
بدأ التلقيح ضد كوفيد-19 في أستراليا يوم الاثنين 22 فبراير 2021، وسيستمر طوال العام بهدف تلقيح جميع الأستراليين الراغبين بذلك قبل عام 2022. سيكون العاملون في الخط الأمامي وموظفو رعاية المسنين والمقيمون أول أستراليين يجري تلقيحهم، قبل الإطلاق التدريجي وعلى مراحل للفئات السكانية الأقل عرضة للخطر طوال عام 2021. وافقت إدارة السلع العلاجية على لقاحين في أستراليا: لقاح فايزر-بيونتيك في 25 يناير، ولقاح أوكسفورد-أسترازينيكا في 16 فبراير. حتى تاريخ 31 مايو 2021، قد أعطت أستراليا 4,212,899 جرعة لقاح في جميع أنحاء البلاد.

## الموافقة على اللقاح
يُصنَّف اللقاحان المعتمد إعطائهما حاليًا في أستراليا على أنهما «قيد الموافقة المؤقتة»، مما يعني أنهما قد اعتُبِرا آمنين وفعالين استنادًا إلى البيانات السريرية والعلمية، وهما قيد التسجيل غير منتهي الصلاحية. يعني هذا التفويض أن اللقاح سيصبح جزءًا من سجل السلع العلاجية الأسترالي، وسيُعرَض للمراجعة مرة أخرى في غضون عامين بناءً على بيانات سريرية إضافية.

### لقاح فايزر-بيونتيك
في 25 يناير 2021، وافقت إدارة السلع العلاجية مؤقتًا على جرعتين من لقاح كوفيد-19 فايزر-بيونتيك، المسمى COMIRNATY، للاستخدام داخل أستراليا. توصي الموافقة المؤقتة فقط باللقاح للمرضى الذين تزيد أعمارهم عن 16 عامًا، في انتظار التقديم المستمر للبيانات السريرية من رعاة اللقاح (الشركات المصنعة: فايزر وبيونتيك). بالإضافة إلى ذلك، سيجري التحقق من تركيب كل دفعة من اللقاحات وتوثيقها بواسطة مختبرات إدارة السلع العلاجية قبل توزيعها على مقدمي الخدمات الطبية.
خططت وزارة الصحة لإعطاء لقاحات كوفيد-19 على خمس مراحل، مرتبة حسب خطر التعرض. سيجري أولًا تلقيح العاملين على الحدود، والحجر الصحي، ومجال الصحة، ورعاية المسنين، يليهم الذين تزيد أعمارهم عن 70 عامًا، وغيرهم من العاملين في مجال الرعاية الصحية، وأعضاء خدمة الطوارئ الأساسية. بعد الموافقة المؤقتة من COMIRNATY، قال رئيس الوزراء سكوت موريسون إنه من المخطط أن تبدأ المجموعة الأولى التلقيح بحلول فبراير 2021، أي ستة أسابيع قبل الموعد المقرر أصلًا.
أجريت أول عملية تلقيح عام ضد فيروس كورونا كوفيد-19 في أستراليا في 21 فبراير 2021 باستخدام لقاح فايزر-بيونتيك في كاسل هيل في سيدني. كان أحد المقيمين في رعاية المسنين البالغ من العمر 84 عامًا أول أسترالي يحصل على اللقاح. لإظهار الثقة في إطلاق لقاح التحصين الوطني، تلقى رئيس الوزراء موريسون وكبير المسؤولين الطبيين البروفيسور بول كيلي اللقاحات أيضًا.
في 23 فبراير 2021، وصلت الشحنة الثانية لأستراليا من لقاح فايزر إلى مطار سيدني. وأكد وزير الصحة هانت وصول 166 ألف جرعة، ومن المتوقع وصول 120 ألف جرعة إضافية الأسبوع المقبل.
في 9 أبريل 2021، أعلن رئيس الوزراء سكوت موريسون أن أستراليا قد أمنت 20 مليون جرعة أخرى من لقاح فايزر، مما يجعل الإجمالي 40 مليون جرعة وسط مخاوف بشأن لقاح أسترازينيكا. من المتوقع وصول جرعات إضافية من شركة فايزر إلى أستراليا في الربع الأخير من عام 2021.

### لقاح أكسفورد-أسترازينيكا

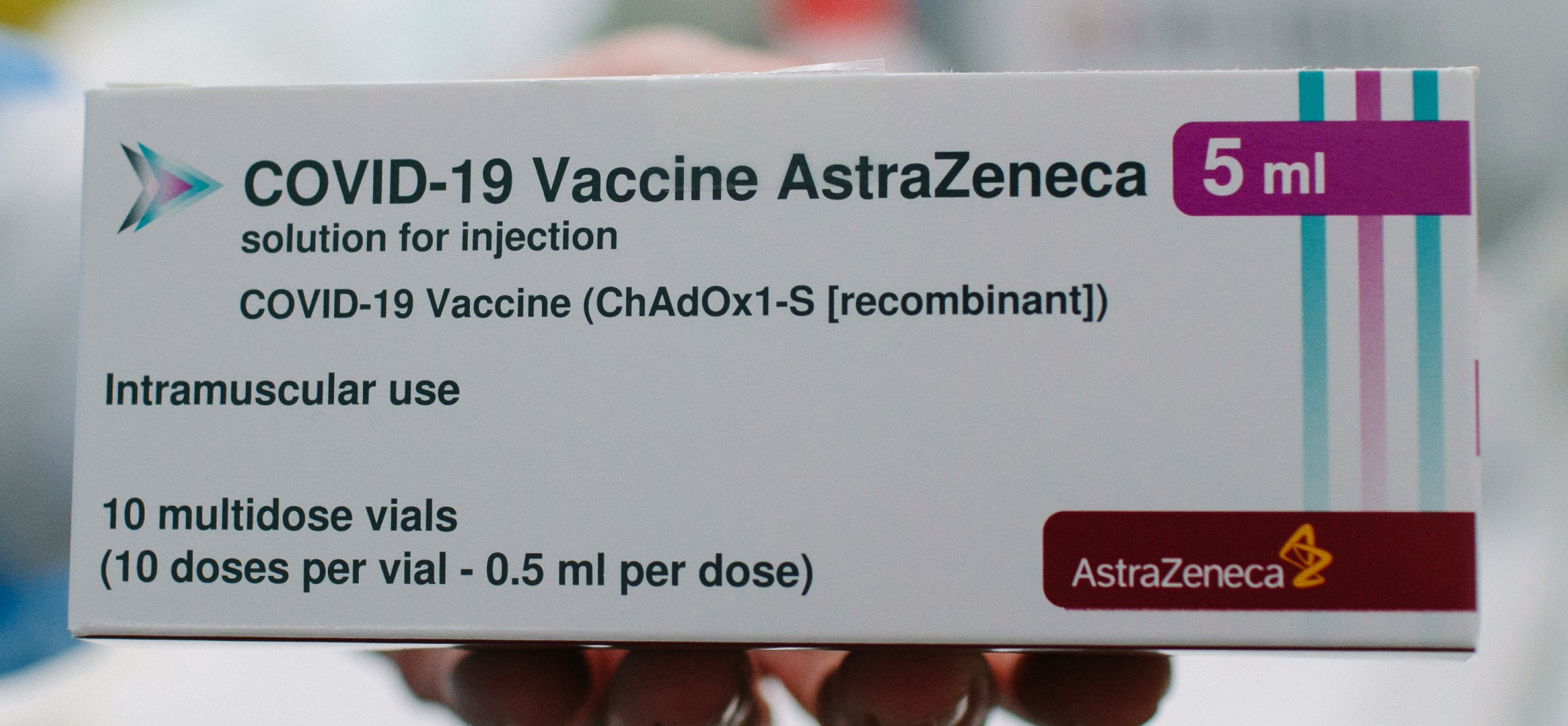
لقاح أكسفورد أسترازينيكا كوفيد-19 (2021)

في 16 فبراير 2021، أعطيت الموافقة على استخدام لقاح أكسفورد أسترازينيكا من قبل إدارة السلع العلاجية للاستخدام في أستراليا. من المقرر أن يبدأ إعطاء هذا اللقاح في مارس. بعد أسبوعين، في 28 فبراير، وصلت الشحنة الأولى من اللقاح، حوالي 300,000 جرعة، إلى سيدني للاستخدام اعتبارًا من 8 مارس. في 5 مارس 2021، أوقفت إيطاليا تصدير لقاح أكسفورد أسترازينيكا إلى أستراليا بسبب تباطؤ طرح هذا اللقاح في الاتحاد الأوروبي. في 23 مارس، وافقت إدارة السلع العلاجية على الدفعة الأولى من لقاح أكسفورد أسترازينيكا المُصنَّع محليًا بواسطة CSL-Seqirus في ملبورن، و832,200 جرعة جاهزة للاستخدام في الأسابيع القادمة.

## لقاح عند الطلب
بدأت أولى التجارب البشرية في أستراليا على اللقاح المُرشح لكوفيد-19، Novavax's NVX-CoV2373، في ملبورن بحلول 26 مايو 2020. أبرمت الحكومة الأسترالية اتفاقيات مع شركة فايزر/ بيونتيك وجامعة أكسفورد / أسترازينيكا ونوفافاكس وجامعة كوينزلاند لتوريد اللقاحات. جرى التخلي عن لقاح جامعة كوينزلاند في ديسمبر 2020 بعد أن كشفت التجارب أنه على الرغم من كونه آمنًا، إلا أنه قد أدى إلى نتائج إيجابية كاذبة في اختبارات فيروس نقص المناعة البشرية. وافقت إدارة السلع العلاجية مؤقتًا على لقاح فايزر في يناير 2021. طلبت الحكومة الأسترالية 10 ملايين جرعة، مع تسليم أول 80,000 جرعة في فبراير 2021، لكن مشاكل الإنتاج وفرض ضوابط التصدير من قبل الاتحاد الأوروبي على عمليات التسليم إلى دول خارج أوروبا جعلت تلبية جدول التسليم مشكلة. سيؤثر هذا أيضًا على تسليم لقاح أوكسفورد-أسترازينيكا كوفيد-19، والذي جرت الموافقة عليه مؤقتًا من قبل إدارة السلع العلاجية في فبراير، وحصل على الموافقة النهائية في مارس. خُفِّضت الطلبات من 3.8 مليون إلى 1.2 مليون جرعة من هذا اللقاح، الذي يُصنَّع في بلجيكا، وجرى تأجيل وصوله إلى مارس 2021. بدأت CSL Limited في تصنيع 50 مليون جرعة من لقاح أسترازينيكا في ملبورن في نوفمبر 2020. ومن المتوقع أن تبدأ عمليات التسليم في مارس. يمكن تخزين لقاح أسترازينيكا في درجات حرارة تبريد عادية من 2 إلى 8 درجات مئوية (36 إلى 46 درجة فهرنهايت)، بينما يتطلب لقاح فايزر التخزين عند -70 درجة مئوية (-94 درجة فهرنهايت). على أي حال، لقد أثيرت مخاوف بشأن فعالية لقاح أسترازينيكا.  دعت الجمعية الأسترالية والنيوزيلندية لعلم المناعة إلى توقف مؤقت في طرحه، لأن فعالية اللقاح التي أبلغت عنها التجارب لم تكن كافية لتحقيق التأثير المطلوب لمناعة القطيع. رفضت إدارة CSL دعوة للمثول أمام تحقيق مجلس الشيوخ الأسترالي. على الرغم من أن رئيس وزراء أستراليا، سكوت موريسون، قال إن أستراليا ستكون «في مقدمة قائمة الانتظار»، وزعم وزير الصحة ورعاية المسنين، جريج هانت، أن أستراليا ستكون من بين البلدان الأولى التي تتلقى لقاحات كوفيد-19، بدأت 61 دولة أخرى بالفعل في تلقيح مواطنيها بحلول نهاية يناير 2021، في حين لم يكن من المقرر أن يبدأ التلقيح الأسترالي لمدة شهر آخر.
في 15 فبراير 2021، وصلت 142,000 جرعة من لقاح كوفيد-19 فايزر-بيونتيك إلى أستراليا. كان من المقرر إعطاء الجرعات الأولى في 22 فبراير. وُصِف التوزيع العالمي للقاح بأنه «... أكبر جهد لوجستي في العالم منذ الحرب العالمية» من قبل الدكتور روبرتو بيريز فرانكو من مركز جامعة ديكين لسلسلة التوريد والخدمات اللوجستية. تبع ذلك، في 28 فبراير، 300,000 جرعة من لقاح أكسفورد-أسترا زينيكا، والتي وصلت إلى مطار سيدني. كان من المخطط أن يجري تلقيح معظم الأستراليين بهذا اللقاح، والذي سيتم تصنيع معظمه في أستراليا بواسطة CSL Limited. في 5 مارس، منعت إيطاليا والاتحاد الأوروبي شحنة من 250,000 جرعة من لقاح أكسفورد-أسترا زينيكا من إيطاليا إلى أستراليا، مستشهدين بأعداد حالات كوفيد-19 المنخفضة في أستراليا ومحدودية توافر اللقاحات في الاتحاد الأوروبي. بدأ التصنيع المحلي في نوفمبر 2020. في 16 فبراير، خرجت أولى عبوات لقاح كوفيد-19 المنتجة في أستراليا من خط الإنتاج في مصنع CSL Behring في برودميدوز، ملبورن. هذه هي مادة اللقاح الخام النشطة. تجري تعبئة عبوات اللقاح وتغليفها بواسطة Seqirus، وهي شركة تابعة لـ CSL في باركفيل، ملبورن. حصل إنتاج لقاح أسترازينيكا في أستراليا على الموافقة النهائية من إدارة السلع العلاجية في 21 مارس. من المفهوم أن العديد من العاملين في مجال الرعاية الصحية في الخطوط الأمامية فضلوا لقاح فايزر على لقاح أسترازينيكا. كما وقعت الحكومة الأسترالية أيضًا صفقة مع شركة نوفافاكس للحصول على 51 مليون جرعة من لقاحها، مع العرض المقرر أصلًا في «منتصف عام 2021». اعتبارًا من أبريل 2021، لم تجري الموافقة عليه من قبل إدارة السلع العلاجية. لم يُصنَّع في أستراليا، لذلك مثل اللقاحات المستوردة الأخرى، كان توافره غير مؤكد. في التجارب، أبلِغ عن فعاليتها بنسبة 95.6% ضد كوفيد-19، و86.3% فعالة ضد المتغير المحدد في المملكة المتحدة. في فبراير 2021 تقديم ما قبل الميزانية، جددت الأكاديمية الأسترالية للعلوم دعوتها للحكومة لتطوير القدرة على إنتاج تكنولوجيا لقاح MRNA في أستراليا. إن القدرة على إنتاج كميات كبيرة من مثل هذه اللقاحات على اليابسة سيعزل أستراليا من صدمات الإمداد، وتلبية الأوبئة المستقبلية، وحالات الأمن البيولوجي المحتملة. أثبتت لقاحات MRNA أنها أكثر فعالية من تلك التي جرى إنتاجها باستخدام تقنية اللقاح التقليدية، كما أنها أسهل في إعادة التكوين لتلبية متغيرات الفيروسات الجديدة.
أبرمت شركة موديرنا الأمريكية اتفاقية مع الحكومة الفيدرالية الأسترالية، تم الإعلان عنها في 13 مايو 2021، لتوفير 25 مليون جرعة من لقاح كوفيد-19 «mRNA-1273» الخاص بها، رهنًا بموافقة إدارة السلع العلاجية.